# Holzkirchen im südlichen Kleinpolen
Die Holzkirchen im südlichen Kleinpolen sind eine Auswahl von sechs Holzkirchen in Kleinpolen, die 2003 in die Liste des UNESCO-Welterbes aufgenommen wurden. Sie gehören zu den am besten erhaltenen und ältesten gotischen Holzkirchen, die für die Woiwodschaft Kleinpolen und den westlichen Teil der Woiwodschaft Karpatenvorland charakteristisch sind. Die Kirchen sind ein einzigartiges Beispiel für die Tradition mittelalterlicher Holzkirchen in der römisch-katholischen Kirche. Sie wurden mit der im Mittelalter in Osteuropa üblichen Blockbohlenbauweise errichtet. Das Spektrum der bei ihrer Konstruktion verwendeten Zimmermannstechnik macht sie einzigartig.

## Beschreibung
Charakteristisch für die Bauwerke ist ihr dreigliedriger Grundriss, der sich aus der Liturgie ergab. An das rechteckige Kirchenschiff ist im Osten der schmalere Chor angefügt, der meist in einer Apsis endet. Die Kirchtürme im Westen sind teilweise jüngeren Datums. Die Kirche in Lipnica Murowana ist als einzige turmlos. Häufig gibt es Arkadengänge (soboty) vor dem Schiff. Die oft steilen Dächer sind mit hölzernen Schindeln gedeckt.
Die Kirchen sind Zeugen hochwertiger Zimmermannskunst des Mittelalters. Diese umfasst strukturelle Lösungen, die Gestaltung der Dachstühle und wertvolle Dekoration durch reichhaltiges Schnitzwerk. Die Elemente der reichhaltigen Innenausstattungen sind harmonisch miteinander verbunden und ergänzen sich in Inhalt, Funktion und Stil. Sie veranschaulichen auch die stilistischen Veränderungen über Jahrhunderte hinweg. Die polychrome Ausmalung der Wände und Decken ist in einigen Kirchen erhalten und zeugt vom seinerzeitigen Kirchenpatronat durch örtlichen Adel.

## Liste der Holzkirchen
| Bild | Name (polnisch)                                                    | Ort                                                                       | Besonderheiten |
| ---- | ------------------------------------------------------------------ | ------------------------------------------------------------------------- | --- |
|      | Pfarrkirche des Erzengels Michael (Kościół św. Michała Archanioła) | Binarowa 49° 45′ 26,3″ N, 21° 13′ 38,9″ O Woiwodschaft Kleinpolen         | Erbaut um 1500, gotische Plastiken vom Ende des 14. Jh.: Mutter Gottes mit dem Kinde und vier Flachreliefs in den Seitenaltären; wertvolle Deckenmalereien vom Anfang des 16. Jh., barocke Wandmalereien – im Chor von 1655   |
|      | Allerheiligen-Pfarrkirche (Kościół Wszystkich Świętych)            | Blizne 49° 45′ 7,5″ N, 21° 58′ 43,3″ O Woiwodschaft Karpatenvorland       | Im gotischen Stil vor 1470 erbaut, Turm aus der ersten Hälfte des 17. Jh.; 1549, 1649 und um 1700 polychrom ausgemalt, Ende des 19. Jh. übermalt und 2000–2001 freigelegt                                                     |
|      | Pfarrkirche des Erzengels Michael (Kościół św. Michała Archanioła) | Dębno 49° 27′ 59,3″ N, 20° 12′ 43,3″ O Woiwodschaft Kleinpolen            | 1490 erbaut, Kirchturm von 1601; Tabernakel vom Anfang des 14. Jh., Kreuz von 1380, spätgotisches Triptychon, umfangreich im 15. und 16. Jahrhundert mit geometrischen und floralen Mustern ausgemalt                         |
|      | Filialkirche Mariä Himmelfahrt (Kościół Wniebowzięcia NMP)         | Haczów 49° 40′ 13,3″ N, 21° 53′ 23,9″ O Woiwodschaft Karpatenvorland      | gotische Kirche vom Ende des 14. Jh., barocker Turm des 17. Jh., figürliche, polychrome Ausmalungen von 1494 (1956 bei Restaurierungsarbeiten entdeckt); größte gotische Holzkirche in Europa und älteste Holzkirche in Polen |
|      | St. Leonhard (Kościół św. Leonarda)                                | Lipnica Murowana 49° 51′ 37,6″ N, 20° 31′ 49,4″ O Woiwodschaft Kleinpolen | Friedhofskirche, ohne Turm; Ende des 15. Jh. erbaut, Ausmalungen von Ende des 15. bis Anfang des 18. Jh., wertvolle und seltene Ausstattung                                                                                   |
|      | St. Philippus und Jakobus (Kościół św. Filipa i św. Jakuba)        | Sękowa 49° 37′ 50,3″ N, 21° 11′ 9,9″ O Woiwodschaft Kleinpolen            | Filialkirche, 1520 erbaut, Turm und Laubengänge aus dem 18. Jh.; bis auf die verbretterte Turmstube vollständig verschindelt; spätbarocker Hauptaltar vom Anfang des 17. Jh. 1915 zerstört und 1948–1949 restauriert          |

## Denkmalschutz
Die Kirchen wurden jeweils in das nationale Denkmalregister der Woiwodschaften eingetragen. Ihr Schutz steht auch unter Aufsicht der Konservatoren der Diözesen. Die vom Welterbe geschützten Flächen summieren sich auf 8,26 Hektar. Zum Schutz des Umfelds der Objekte und der Sichtachsen wurden Pufferzonen von 242 Hektar eingerichtet.

## Tourismus
Die Touristenorganisation Małopolska Organizacja Turystyczna der Woiwodschaft Kleinpolen hat eine Holzarchitekturroute (Szlak Architektury Drewnianej) mit mehr als 250 Objekten und verschiedenen Wegeführungen eingerichtet. Das Vorhaben ist auch mit den Nachbarwoiwodschaften abgestimmt.